# Sarah Smith (productrice)
Pour les articles homonymes, voir Smith et Sarah Smith (homonymie).
Sarah Smith est une réalisatrice, productrice et scénariste anglaise.

## Biographie
Sarah Smith naît en Angleterre.
En 2014, avec Julie Lockhart, directrice d'Aardman, et avec le soutien financier d'Elisabeth Murdoch, elle fonde et est directrice de Locksmith Animation,,.
Elle réalise son premier long métrage Mission : Noël (Arthur Christmas, 2011), mettant en vedette James McAvoy.
Elle produit également la série BBC Le Club des Gentlemen (The League of Gentlemen),.

## Filmographie partielle

### Cinéma
- 2011 : Mission : Noël (Arthur Christmas), co-scénariste
- 2012 : Les Pirates ! Bons à rien, mauvais en tout (The Pirates! Band of Misfits), producteur exécutif
- 2021 : Ron débloque (Ron's Gone Wrong), co-scénariste, réalisatrice[8]